# El Torín
El Torín va ser la primera plaça de braus construïda a Barcelona, inaugurada el juliol de 1834 al barri de la Barceloneta, on actualment hi ha la seu central de Gas Natural. El Torín va ser tancada l'any 1923 i enderrocada el 8 d'abril de 1946.

Va substituir la primera plaça de braus de Barcelona, de fusta i amb capacitat per a 14.000 espectadors, que es va construir a petició reial per a la visita de Carles IV d'Espanya de 1802. 
Para el caso de nuestro incipiente coso taurino, y siguiendo a Amat i Cortada, el 20 de junio se recibió de Madrid la noticia de que había que construir un toril para diversión de los monarcas y la corte durante su estancia en la ciudad.
Va ser dissenyat per l'arquitecte Josep Fontserè i Domènech a partir d'un encàrrec de la Casa de la Caritat de Barcelona, que tenia autorització per organitzar corrides de toros amb la condició de destinar part de la recaptació a finalitats benèfiques, segons una Reial Cèl·lula de Ferran VII de 1827. Es va construir en una mica més de dos mesos als terrenys on havia hagut l'escorxador de la ciutat.
L'any 1835, just un any després de la inauguració, s'hi van produir uns greus incidents a causa d'una corrida nefasta que no va gaire agradar als espectadors. Molts van sortir al carrer i es van dirigir a La Rambla. El grup de gent va créixer, nodrit de descontents de tota mena, i la manifestació va adquirir un caràcter anticlerical. Es van cremar convents i aquella nit van morir deu frares. Hom ha considerat aquest fet com l'espurna que va provocar la Crema de convents a Barcelona de 1835. Per a un fet d'aquesta gravetat es van argumentar excuses com la d'uns toros massa mansos: (Van sortir sis toros/que van ser dolents/Això fou la causa/ de la crema de convents). En realitat, la causa principal era l'alineació històrica de l'Església amb els sectors més reaccionaris de la societat que van cristal·litzar en les bullangues i en la desamortització.
El resultat d'aquests incidents va ser el tancament de la plaça fins a 1841, i que poc després es fes famosa una cançó popular que resumeix els fets: 
| El dia de Sant Jaume de l'any trenta-cinc hi va haver gran broma dintre del Torín; van sortir set toros tots van ser dolents això va ser la causa de cremar els convents |

El Torín va ser l'escenari per la sèrie de pintures sobre temes taurins que va pintar Ramon Casas (1866-1932). En aquesta plaça es va iniciar, ja al segle xix, la tradició d'acompanyar les ovacions del públic amb música. La darrera corrida va ser el 1923, i el 1954 els terrenys van passar a la Catalana de Gas, que en va fer un camp de futbol per als treballadors.